# پوتن
پوتن (به هلندی: Putten) یک شهرستان در هلند است که در خلدرلاند واقع شده‌است. پوتن ۱۷ متر بالاتر از سطح دریا واقع شده‌است.

## خواهرخوانده
شهرهای کمپیا تورزی و توردا خواهرخوانده‌های پوتن هستند.